# Lijst van gemeentelijke monumenten in Elst (Gelderland)
De plaats Elst, hoofdplaats in de gemeente Overbetuwe, kent 47 gemeentelijke monumenten. Hieronder een overzicht.
| Object | Bouwjaar       | Architect      | Locatie                          | Coördinaten                   | Nr.       | Afbeelding                                                                                       |
| --- | -------------- | -------------- | -------------------------------- | ----------------------------- | --------- | ------------------------------------------------------------------------------------------------ |
| T-boerderij met aangebouwde stal "Landasoord" op terp | 1802           |                | Aamsepad 1                       | 51° 55' 8" NB, 5° 52' 3" OL   | 1734/0081 | T-boerderij met aangebouwde stal "Landasoord" op terp                                            |
| Blokvormig wit gepleisterd dubbel woonhuis | 1922           |                | Oude Aamsestraat 1               | 51° 55' 0" NB, 5° 51' 5" OL   | 1734/0068 | Blokvormig wit gepleisterd dubbel woonhuis                                                       |
| Voormalige openbare school "De Plataan" | 1890           | J.W. Boerbooms | Bachstraat 53                    | 51° 55' 18" NB, 5° 50' 53" OL | 1734/0044 | Voormalige openbare school "De Plataan"                                                          |
| T-boerderij "Het Klooster" met aangebouwde schuren op terp | 1800           |                | De Wuurde 124                    | 51° 54' 30" NB, 5° 48' 45" OL | 1734/0079 | T-boerderij "Het Klooster" met aangebouwde schuren op terp                                       |
| Hallenhuisboerderijtje | 1810           |                | De Zuiling 20                    | 51° 54' 54" NB, 5° 49' 54" OL | 1734/0088 | Hallenhuisboerderijtje                                                                           |
| Dubbel woonhuis annex winkel | 1890           |                | Dorpsstraat 1-3                  | 51° 55' 8" NB, 5° 50' 58" OL  | 1734/0046 | Dubbel woonhuis annex winkel                                                                     |
| Woonhuis kantoor voormalige bierhandel | 1916           |                | Dorpsstraat 16-18-20             | 51° 55' 10" NB, 5° 50' 54" OL | 1734/0051 | Woonhuis kantoor voormalige bierhandel                                                           |
| Voormalige pastorie Rooms Katholieke Kerk | 1877           |                | Dorpsstraat 38                   | 51° 55' 8" NB, 5° 50' 47" OL  | 1734/0052 | Voormalige pastorie Rooms Katholieke Kerk                                                        |
| Gedenkmonument voor burgerslachtoffers en het verzet in Nederland tijdens de Tweede Wereldoorlog | 1946           | T.J. Jeukens   | Dorpsstraat nabij 48             | 51° 55' 7" NB, 5° 50' 41" OL  | 1734/0188 | Gedenkmonument voor burgerslachtoffers en het verzet in Nederland tijdens de Tweede Wereldoorlog |
| Woonhuis op terp | 1892           |                | Dorpsstraat 51                   | 51° 55' 7" NB, 5° 50' 48" OL  | 1734/0047 | Woonhuis op terp                                                                                 |
| Dwarshuis voormalig café " 't Centrum" | 1850           |                | Dorpsstraat 61                   | 51° 55' 7" NB, 5° 50' 45" OL  | 1734/0048 | Dwarshuis voormalig café " 't Centrum"                                                           |
| Gemeentehuis | 1869           |                | Dorpsstraat 67                   | 51° 55' 6" NB, 5° 50' 43" OL  | 1734/0049 | Gemeentehuis                                                                                     |
| Woonhuis, winkel "Burger Gasthuis" | 1867           |                | Dorpsstraat 69-71-73             | 51° 55' 7" NB, 5° 50' 41" OL  | 1734/0050 | Woonhuis, winkel "Burger Gasthuis"                                                               |
| Grote T-boerderij "Westeraam" | 1890           |                | Dijkstoellaan 21, Rivierpolder 4 | 51° 55' 2" NB, 5° 51' 48" OL  | 1734/0080 | Grote T-boerderij "Westeraam"                                                                    |
| Grote T-boerderij met achtergelegen schuur op terp | 1860           |                | Eimerensestraat 9                | 51° 54' 15" NB, 5° 48' 24" OL | 1734/0087 | Grote T-boerderij met achtergelegen schuur op terp                                               |
| Hoofdonderwijzerwoning annex brandweerhuis | 1890           | J.W. Boerbooms | Grote Molenstraat 20             | 51° 55' 17" NB, 5° 50' 51" OL | 1734/0045 | Hoofdonderwijzerwoning annex brandweerhuis                                                       |
| Wit gepleisterd daglonersboerderijtje |                |                | Grote Molenstraat 114            | 51° 55' 53" NB, 5° 50' 24" OL | 1734/0059 | Wit gepleisterd daglonersboerderijtje                                                            |
| Zeskantig gemetselde kapberg (Sesseling) |                |                | Grote Molenstraat 128            | 51° 56' 36" NB, 5° 49' 52" OL | 1734/0060 | Zeskantig gemetselde kapberg (Sesseling)                                                         |
| Hallenhuisboerderij " 't Veldhoentje" met bakhuis op lage terp |                |                | Hollanderbroeksestraat 15        | 51° 55' 31" NB, 5° 49' 50" OL | 1734/0058 | Hallenhuisboerderij " 't Veldhoentje" met bakhuis op lage terp                                   |
| Keuterboerderijtje | 1706           |                | Landaspad 1                      | 51° 54' 56" NB, 5° 52' 10" OL | 1734/0193 | Keuterboerderijtje                                                                               |
| "Landgoed Schoonderlogt" - woonhuis en twee aangebouwde bedrijfsruimten onder zadeldaken met kleine wolfseinden met daartussen een kleine schuur; Chaletachtig gedetailleerd met rode Hollandse pannen. Beeldbepalende terreinaanleg | 1905           |                | Logtsestraat 6-6a                | 51° 55' 16" NB, 5° 48' 10" OL | 1734/0062 | Meer afbeeldingen                                                                                |
| Boerderij met schuur | 1920           |                | Logtsestraat 8                   | 51° 55' 21" NB, 5° 48' 1" OL  | 1734/0063 | Boerderij met schuur                                                                             |
| Witgepleisterde boerderij | 1764           |                | Reethsestraat 1a                 | 51° 53' 50" NB, 5° 50' 8" OL  | 1734/0084 | Witgepleisterde boerderij                                                                        |
| Boerderij | 1900           |                | Reethsestraat 6                  | 51° 53' 54" NB, 5° 49' 40" OL | 1734/0085 | Boerderij                                                                                        |
| Kwekerswoning "Gasthuis" | 1910           |                | Reethsestraat 7                  | 51° 53' 53" NB, 5° 49' 53" OL | 1734/0086 | Kwekerswoning "Gasthuis"                                                                         |
| Grote vierkant witgepleisterde villa, "Villa Klein Eshof" | 1890           |                | Rijksweg Noord 2-4               | 51° 55' 9" NB, 5° 51' 5" OL   | 1734/0055 | Grote vierkant witgepleisterde villa, "Villa Klein Eshof"                                        |
| Witgepleisterd dubbel dwarshuis, "Villa Vredenburg" | 1906           |                | Rijksweg Noord 63                | 51° 55' 23" NB, 5° 51' 10" OL | 1734/0054 | Witgepleisterd dubbel dwarshuis, "Villa Vredenburg"                                              |
| Wit gepleisterd landhuis, "Villa De Plek" | 1910           |                | Rijksweg Noord 69                | 51° 55' 30" NB, 5° 51' 10" OL | 1734/0182 | Wit gepleisterd landhuis, "Villa De Plek"                                                        |
| Boerderijcomplex "Rijzenburg" | 1850 en later  |                | Rijksweg Noord 86-88             | 51° 55' 37" NB, 5° 51' 25" OL | 1734/0056 | Boerderijcomplex "Rijzenburg"                                                                    |
| Hallenhuisboerderij | begin 19e eeuw |                | Rijksweg Noord 90                | 51° 55' 39" NB, 5° 51' 25" OL | 1734/0057 | Hallenhuisboerderij                                                                              |
| Dubbel Woonhuis | 1904           |                | Rijksweg Zuid 3-5                | 51° 55' 6" NB, 5° 51' 0" OL   | 1734/0078 | Dubbel Woonhuis                                                                                  |
| Dubbel woonhuis | 1919           |                | Stationsdwarsstraat 1-3          | 51° 54' 55" NB, 5° 51' 9" OL  | 1734/0069 | Dubbel woonhuis                                                                                  |
| Villa "Sonnevanck" | 1910           |                | Stationsstraat 11                | 51° 54' 58" NB, 5° 51' 6" OL  | 1734/0071 | Villa "Sonnevanck"                                                                               |
| Blokvormig witgepleisterd dubbel woonhuis | 1880           |                | Stationsstraat 10-12             | 51° 55' 2" NB, 5° 50' 60" OL  | 1734/0070 | Blokvormig witgepleisterd dubbel woonhuis                                                        |
| Dubbel woonhuis | 1926           |                | Stationsstraat 19-21             | 51° 54' 56" NB, 5° 51' 7" OL  | 1734/0072 | Dubbel woonhuis                                                                                  |
| Boerderijcomplex "De Hucht" met bijschuren op terp |                |                | Stationsstraat 24                | 51° 54' 56" NB, 5° 51' 3" OL  | 1734/0074 | Boerderijcomplex "De Hucht" met bijschuren op terp                                               |
| Kerkgebouw voormalige gereformeerde kerk | 1916           | P. Slagmolen   | Stationsstraat 26                | 51° 54' 52" NB, 5° 51' 8" OL  | 1734/0075 | Kerkgebouw voormalige gereformeerde kerk                                                         |
| Villa, kantoor Heinz, voormalige directeurswoning |                |                | Stationsstraat 48                | 51° 54' 48" NB, 5° 51' 15" OL | 1734/0076 | Villa, kantoor Heinz, voormalige directeurswoning                                                |
| Hallenhuisboerderij op terp | 1840           |                | Tobbenhofsestraat 4              | 51° 55' 12" NB, 5° 48' 57" OL | 1734/0065 | Hallenhuisboerderij op terp                                                                      |
| Hallenhuisboerderij met aangebouwde schuur "De Tobbenhof" | 1815           |                | Tobbenhofsestraat 10             | 51° 55' 18" NB, 5° 48' 57" OL | 1734/0064 | Hallenhuisboerderij met aangebouwde schuur "De Tobbenhof"                                        |
| Dwarshuis met achterhuis voormalige smederij | 1880           |                | Valburgseweg 11                  | 51° 55' 8" NB, 5° 50' 25" OL  | 1734/0053 | Dwarshuis met achterhuis voormalige smederij                                                     |
| Grote T-boerderij "De Hucht " op terp | 1899           |                | Valburgseweg 129                 | 51° 55' 5" NB, 5° 49' 12" OL  | 1734/0067 | Grote T-boerderij "De Hucht " op terp                                                            |
| Witgepleisterde T-boerderij | 1883           |                | Valburgseweg 100                 | 51° 55' 4" NB, 5° 48' 53" OL  | 1734/0066 | Meer afbeeldingen                                                                                |
| Woonhuis | 1925           |                | Wagenmakersstraat 25             | 51° 55' 2" NB, 5° 50' 46" OL  | 1734/0077 | Woonhuis                                                                                         |
| Hallenhuisboerderij met veeschuur | 1870           |                | 2e Weteringsewal 29              | 51° 55' 42" NB, 5° 48' 35" OL | 1734/0061 | Hallenhuisboerderij met veeschuur                                                                |
| Veeboerderij met schuur "Het Veldhoentje" op hoge terp | 1850           |                | Wolfhoeksestraat 15              | 51° 53' 55" NB, 5° 50' 57" OL | 1734/0082 | Veeboerderij met schuur "Het Veldhoentje" op hoge terp                                           |
| Boerderij met mansarde-kap "De Pas" | 1919           |                | Wolfhoeksestraat 19              | 51° 53' 57" NB, 5° 51' 14" OL | 1734/0083 | Boerderij met mansarde-kap "De Pas"                                                              |